# Relations entre la Somalie et l'Union européenne
Les relations entre la Somalie et l’Union européenne reposent sur le soutien apporté par l’Union européenne à la stabilisation du pays. L'Union intervient en Somalie avec la mission de formation de l'Union européenne en Somalie et EUNAVFOR Somalia.

## Sources

## Compléments